# Tricentrus brevicornis
Tricentrus brevicornis är en insektsart som beskrevs av William D. Funkhouser. Tricentrus brevicornis ingår i släktet Tricentrus och familjen hornstritar. Inga underarter finns listade i Catalogue of Life.